# Michaił Popow
Michaił Nikołajewicz Popow (ros. Михаил Николаевич Попов; ur. 23 maja 1864, zm. 11 października 1908) – rosyjski lekarz psychiatra, profesor Uniwersytetu w Tomsku, uczeń Pawła Kowalewskiego.
Ukończył studia medyczne na Uniwersytecie Charkowskim, następnie był asystentem w klinice chorób psychicznych i nerwowych tej uczelni. W 1893 roku został doktorem nauk medycznych i docentem prywatnym. Od 1895 na katedrze psychiatrii Uniwersytetu w Tomsku.

## Wybrane prace
- Сравнительная оценка сердечных средств. Труды Харьковск. Общ. Врачей
- О нейроглии. Архив Психиатрии (1893)
- Ueber die Multiple Sclerose. Nеurologisches Centralblatt (1894)
- К патологии бессонницы. Архив Психиатрии (1896)
- Первичное паралитическое, сифилитическое слабоумие. Архив Психиатрии (1891)
- Сифилитическая нейрастения. Архив Психиатрии (1893)

## Literatura dodatkowa
- Попов, Михаил Николаевич W: Профессора Томского университета: биографический словарь. Изд-во Томского университета, 1996 s. 192